# La Palma, Pinotepa de Don Luis
La Palma är en ort i Mexiko.   Den ligger i kommunen Pinotepa de Don Luis och delstaten Oaxaca, i den sydöstra delen av landet, 400 km söder om huvudstaden Mexico City. La Palma ligger 239 meter över havet och antalet invånare är 110.
Terrängen runt La Palma är kuperad norrut, men söderut är den platt. Runt La Palma är det ganska tätbefolkat, med 96 invånare per kvadratkilometer. Närmaste större samhälle är Santiago Pinotepa Nacional, 13,9 km väster om La Palma. Omgivningarna runt La Palma är huvudsakligen savann.